# Sitklan Passage
De Sitklan Passage is een zeestraat in de Alexanderarchipel in de Alaska Panhandle in het zuidoosten van Alaska in de Verenigde Staten.

## Geografie
De zeestraat ligt tussen het vasteland van Alaska in het noorden en Sitklan Island en Kanagunut Island in het zuiden. In het westen mondt de zeestraat uit in de Nakat Bay. In het oosten staat ze in verbinding met het in noordwestelijke richting gaande Pearse Canal en de in zuidoostelijke richting gaande Tongass Passage. Vanuit het zuiden mondt het Lincoln Channel uit op de zeestraat.
Het waterlichaam ligt in de mariene ecoregio Noord-Amerikaans Pacifisch Fjordland.

## Geschiedenis
De zeestraat kreeg in 1936 de naam van de United States National Geodetic Survey. De naam is afgeleid van Sitklan Island.